# Mortágua
Mortágua – miejscowość w Portugalii, leżąca w dystrykcie Viseu, w regionie Centrum w podregionie Dão-Lafões. Miejscowość jest siedzibą gminy o tej samej nazwie. 

## Demografia
| Liczba ludności gminy Mortágua (1801–2011) | Liczba ludności gminy Mortágua (1801–2011) | Liczba ludności gminy Mortágua (1801–2011) | Liczba ludności gminy Mortágua (1801–2011) | Liczba ludności gminy Mortágua (1801–2011) | Liczba ludności gminy Mortágua (1801–2011) | Liczba ludności gminy Mortágua (1801–2011) | Liczba ludności gminy Mortágua (1801–2011) | Liczba ludności gminy Mortágua (1801–2011) | Liczba ludności gminy Mortágua (1801–2011) |
| ------------------------------------------ | ------------------------------------------ | ------------------------------------------ | ------------------------------------------ | ------------------------------------------ | ------------------------------------------ | ------------------------------------------ | ------------------------------------------ | ------------------------------------------ | ------------------------------------------ |
| 1801                                       | 1849                                       | 1900                                       | 1930                                       | 1960                                       | 1981                                       | 1991                                       | 2001                                       | 2004                                       | 2011                                       |
| 5 864                                      | 7 520                                      | 8 834                                      | 10 268                                     | 13 024                                     | 11 291                                     | 10 662                                     | 10 379                                     | 10 365                                     | 9 607                                      |

## Sołectwa
Sołectwa gminy Mortágua (ludność wg stanu na 2011 r.)
- Almaça – 84 osoby
- Cercosa – 303 osoby
- Cortegaça – 437 osób
- Espinho – 1105 osób
- Marmeleira – 503 osoby
- Mortágua – 2793 osoby
- Pala – 1016 osób
- Sobral – 2311 osób
- Trezói – 377 osób
- Vale de Remígio – 678 osób